# Osteoporosi
Con la parola osteoporosi si intende una condizione clinica caratterizzata da una ridotta densità minerale ossea; si parla di osteoporosi "severa" quando alla ridotta densità ossea si aggiunge anche almeno una frattura nella storia clinica. La ridotta densità ossea predispone a fratture delle ossa anche in seguito a urti/traumi che con una normale densità ossea non avrebbero portato alla frattura.
Generalmente l'osteoporosi viene considerata una patologia a carico delle ossa, ma secondo alcuni si tratterebbe di un processo parafisiologico nel soggetto anziano, la cui presenza predispone comunque a un maggior sviluppo di fratture patologiche, una conseguente diminuzione della qualità e della speranza di vita e di complicanze dovute alle fratture, se non adeguatamente trattata. Poiché viene considerata troppo facilmente malattia (e non causa della vera malattia o espressione manifesta di osteoporosi, ovvero la frattura da fragilità), il British Medical Journal l'ha inclusa in un elenco di "non-malattie" (International Classification of Non-Diseases).

## Tipologia
L'osteoporosi si suddivide in primaria (originale) o secondaria ovvero conseguita per evento correlato (da iperparatiroidismo, farmaci osteotossici, ecc.). La forma primaria costituisce la quasi esclusività delle forme (95% dei casi).

### Osteoporosi primarie
Si suddividono in:
- osteoporosi idiopatica (la forma più rara di tutte, la cui causa non è chiara[3]), anche in forma precoce (osteoporosi idiopatica giovanile)
- osteoporosi di tipo I o post-menopausale (dovuta alla caduta della produzione ormonale)
- osteoporosi di tipo II o senile (dovuta a varie cause, tra cui immobilizzazione, ridotto apporto di somatotropina, testosterone, calcio, magnesio, vitamina D, vitamina K e altri importanti micronutrienti, ridotta funzione dell'enzima 1a-idrossilasi che produce l'ormone attivo della vitamina D (il calcitriolo).

Si manifestano principalmente nell'osso trabecolare, che è soggetto al maggior numero di fratture.

### Osteoporosi secondarie
Le osteoporosi secondarie sono un gruppo ricco di varianti, ma costituiscono solo il 5% delle osteoporosi. Le principali sono classificabili come causate da:
- iperparatiroidismo;
- utilizzo di farmaci osteopenizzanti, come cortisonici (es. prednisone, betametasone, metilprednisolone, cortisonici inalatori es. beclometasone, fluticasone, flunisolide), antiepilettici (fenitoina, barbiturici, acido valproico), eparine, anticoagulanti orali (es. warfarin, acenocumarolo), diuretici dell'ansa (es. furosemide) e alcuni farmaci contro l'HIV;
- basso peso corporeo;
- immobilizzazione protratta;
- ipersurrenalismo (sindrome di Cushing);
- ipercalciuria;
- BPCO (broncopneumopatia cronica ostruttiva);
- artrite reumatoide;
- sarcoidosi;
- celiachia;
- neoplasie maligne;
- ridotto assorbimento intestinale di nutrienti e vitamina D;
- ipogonadismo;
- malattia di Crohn;
- drepanocitosi (anemia falciforme);
- emocromatosi ereditaria;
- fibrosi cistica.

## Epidemiologia
Fra le varie malattie ossee è la più diffusa, colpisce entrambi i sessi, maggiormente quello femminile dopo la menopausa, che aumenta considerevolmente il rischio sino a quattro volte.
Per quanto riguarda l'etnia, anche se si riscontra in tutte, l'etnia bianca e quella asiatica sono le più colpite, anche se in uno studio condotto negli USA è stato riscontrato che le donne africane sono quelle più in pericolo di vita per le fratture. La sua incidenza sta aumentando, nell'America meridionale raggiungendo quella europea, mentre negli USA la maggioranza degli adulti che hanno superato i 50 anni presenta osteoporosi o comunque una bassa densità ossea. In Italia sono circa 10 milioni di persone che soffrono di osteoporosi.
La forma I ha un'incidenza maggiore fra i 51 e i 75 anni, la II può comparire a qualsiasi età ed è conseguente a uno o più fattori di rischio sovraelencati, l'idiopatica si riscontra anche negli adolescenti (dai 10 ai 18 anni) e nei giovani adulti.

## Eziologia
La causa è nella perdita dell'equilibrio fra osteoblasti e osteoclasti. La prima categoria di cellule contribuisce alla formazione ossea, la seconda contribuisce al riassorbimento osseo, se gli osteoclasti lavorano più velocemente degli osteoblasti, l'osso si deteriora. Nella menopausa (la forma I) si riscontra una maggiore produzione di osteoclasti, causata dalla perdita di estrogeni che porta a un eventuale innalzamento delle citochine, correlato alla produzione di osteoclasti. Nella seconda forma, con l'avanzare dell'età diminuisce l'attività degli osteoblasti.

### Fattori di rischio
Esistono diversi fattori di rischio che aumentano la probabilità che l'osteoporosi si manifesti. Essi si dividono a seconda che sia un evento modificabile o no:

#### Non modificabili
- Età - costituisce il più elevato fattore di rischio, in quanto nella vecchiaia avviene normalmente il deterioramento della massa ossea. Molto importante per le donne è anche l'età alla quale si giunge alla menopausa;[10]
- Fattori genetici, anche se non si sono compresi completamente;
- Carenza di ormoni, come estrogeni (per le donne), somatotropina, testosterone (sia per i maschi sia per le femmine, nella sola forma II);
- Presenza di patologie come cirrosi epatica, artrite reumatoide;
- Malattie ereditarie: osteogenesi imperfetta, omocistinuria, acidosi tubulare renale;
- Anomalie endocrine, sindrome di Cushing (eccesso di cortisolo).

#### Modificabili
- Dieta, carenza di minerali essenziali (magnesio, calcio, stronzio, zinco, boro e altri), di proteine, di vitamina D,[11] vitamina C, vitamina K (K2), vitamine del gruppo B come la B9 (acido folico), la B12 (cianocobalamina), la B2 (riboflavina) e altre.
- Basso peso corporeo, deve essere inferiore all'85% di quello considerato ideale, o altrimenti generalmente inferiore ai 55 kg;
- Abuso di alcol[12];
- Fumo di sigaretta[13];
- Algodistrofia;
- Anoressia nervosa;
- Inattività fisica, che spazia da una vita sedentaria sino alla paralisi;
- Ipercalciuria (pH urina basso, acido);
- Ipogonadismo;
- Iperomocisteinemia;
- Utilizzo di farmaci, come anticoagulanti orali (antagonisti della vitamina K, p. es warfarin e acenocumarolo), antitrombotici della classe delle eparine come: eparina sodica e calcica ed eparine a basso peso molecolare (nadroparina, dalteparina, enoxaparina e altre), alcuni farmaci contro l'HIV, metotrexato, corticosteroidi (cortisonici), come prednisone, betametasone, metilprednisolone, o inalatori, come flunisolide, fluticasone e beclometasone. Questi ultimi, chiamati anche aninfiammatori steroidei, cortisonici o corticosteroidi, alterano il metabolismo osseo da entrambi i versi, sia indebolendo la costruzione di osso nuovo tramite riduzione degli osteoblasti, sia accelerando il processo erosivo mediante gli osteoclasti;[14]
- Neoplasie al midollo osseo;
- Condizione protratta del corpo in micro-gravità (condizione presente in subacquea e per estremo nello spazio).

## Sintomatologia
L'osteoporosi si manifesta inizialmente con una diminuzione del tono calcico nella massa ossea (osteopenia). Le ossa più facilmente interessate dalla diminuzione del tono calcico sono le vertebre dorso-lombari, il femore, l'omero e il polso.
Inizialmente asintomatico, rimane tale per 2/3 delle persone. Le prime manifestazioni compaiono con le fratture; il dolore alle ossa e alla muscolatura ad esempio è tipico della presenza di fratture, ma esse possono anche non essere avvertite dall'individuo e facilmente possono avvenire anche al minimo evento traumatico. Solitamente il dolore è localizzato alla schiena o al bacino, ma è possibile che si manifesti ovunque sia la sede della frattura ed è di tipo acuto e si aggrava in presenza di sforzi e carico. Con il progredire dell'osteopenia si può manifestare un crollo vertebrale, una frattura dell'avambraccio (polso) o una frattura femorale.
La fratture possono portare ipercifosi dorsale e iperlordosi cervicale.

## Diagnosi

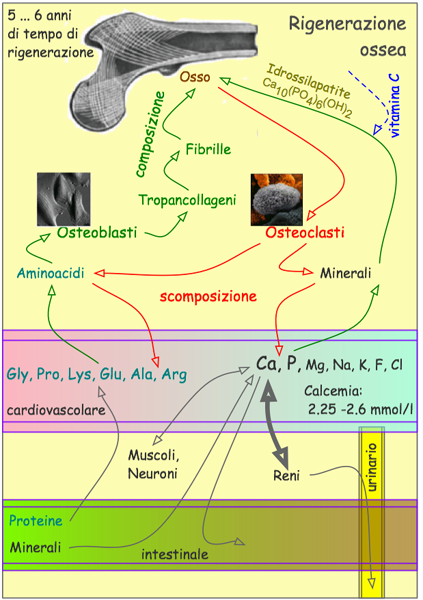
Flusso e trasformazioni di materiali ossei

La diagnosi di perdita del tono calcico sia per l'osteopenia sia per l'osteoporosi si basa su cinque punti importanti:
- anamnesi del paziente (storia clinica) e della famiglia (positività per fratture);
- esame obiettivo del paziente ricercando eventuali punti dolorosi adiacenti alla possibile frattura;
- Mineralometria ossea computerizzata (MOC), esame gold standard per definire la densità ossea; comunemente eseguita tramite MOC-DEXA (Dual Energy X-ray Absorptiometry) o ultrasuonografia del calcagno (più raramente delle falangi);
- analisi del sangue di routine, principali esami ematochimici e i parametri del metabolismo tiroideo, epatico, renale, surrenale, ipofisario e osseo;
- esami radiologici per riscontrare eventuali fratture (radiografie, TC o RMN).

L'esame radiografico diretto per la diagnosi di osteoporosi è stato in buona parte sostituito dalle metodiche densitometriche in virtù della loro maggiore sensibilità e precocità nella diagonosi.
Le alterazioni riscontrabili all'RX diretta sono le alterazioni nella struttura dell'osso compatto e spugnoso, che per la nitidezza e miglior visualizzazione della trabecole residue viene identificato con il termine disegno troppo bello; nei casi avanzati vi è anche alterazione delle forma dell'osso.
Si preferisce quindi la DEXA (la Dual Energy X-ray Absorptiometry), a cui dovrebbero sottoporsi tutte le donne di età superiore ai 65 anni, se sono presenti fattori di rischio nel primo periodo post-menopausale, e dopo i 70 anni negli uomini con fattori di rischio presenti o meno. Questo tipo di esame radiografico è preferibile anche per la bassa esposizione alle radiazioni ionizzanti: infatti le dosi di mrem sono molto inferiori rispetto alle normali radiografie (25-30 mrem di una radiografia al torace, 1-3 mrem della DEXA). Il "T-Score" è il punteggio della densità, calcolato in DS (deviazione rispetto al valore normale). La perdita ossea riscontrata per trovarsi di fronte a osteoporosi clinica dev'essere del 30%.

### Osteodensitometria
- stadio 0, osteopenia: minerali ossei diminuiti. T-score da -1.0 a -2.5 deviazione standard.
- stadio 1, osteoporosi clinica: densità ossea bassa. T-score minore di -2.5 deviazione standard, senza fratture cliniche.
- stadio 2, osteoporosi conclamata: densità ossea molto bassa. T-score minore di -2,5, fratture vertebrali senza trauma rilevante.
- stadio 3, severa osteoporosi progredita: densità ossea molto bassa; stato di iperfragilità. T-score inferiore a -2,5; fratture vertebrali multiple senza trauma rilevante, spesso anche fratture extraspinali come una frattura femorale senza trauma evidente, fratture vertebrali o femorali spontanee.

La fragilità ossea può essere rilevata anche con dispositivo Radiofrequency Echographic Multi Spectrometry, che non emette radiazioni ionizzanti.

### Diagnostica di laboratorio
Tutti i parametri biochimici e bioumorali sono utili non tanto nel verificare la presenza di osteoporosi (MOC e radiografie-risonanze), ma più che altro per verificare il trattamento farmacologico più appropriato, la responsività di un farmaco o per differenziare un'osteoporosi ad alto turnover da una a basso turnover; comunque è necessario che tutti i pazienti osteoporotici eseguano le analisi di base e del metabolismo calcio-fosforo.
- Esami di base: calcemia, fosfatemia, livello di paratormone intatto (PTH), cortisolo, testosterone libero, somatotropina, 25-OH-vitamina D3, calciuria e fosfaturia delle 24 ore, fosfatasi alcalina ossea, elettroforesi delle sieroproteine.
- Esami approfonditi:

1. Marcatori di riassorbimento:
  - Fosfatasi acida (siero)
  - Idrossiprolina (urine, siero)
  - Piridinolina (urine, siero)
  - Deossipiridinolina urinaria (DPD) (urine)
  - Telopeptide N-terminale del collagene I (NTX-I) (urine, siero)
  - Telopeptide C-terminale del collagene I (CTX-I) (urine, siero)
2. Marcatori di formazione:
  - Fosfatasi alcalina (ALP) (siero)
  - Fosfatasi alcalina ossea (bALP) (siero)
  - Osteocalcina (BGP) (siero)
  - Propeptide C-terminale del procollagene tipo I (siero, urine)
  - Propeptide N-terminale del procollagene tipo I (siero, urine)

### Diagnostica istologica
Biopsia del bordo del bacino (cresta iliaca).

## Terapia
Nella terapia trovano impiego farmaci bisfosfonati e anticorpi monoclonali, volti ad aumentare la massa ossea e la resistenza agli urti e alle fratture.

### Attività fisica
Una forma di attività fisica è necessaria in tutti i casi, parallelamente ai farmaci, poiché è in grado di prevenire la perdita di massa ossea e inoltre di incrementarla dell'1% circa all'anno.

### Vitamina D
L'integrazione di vitamina D3 è fondamentale sia in soggetti sani per la prevenzione sia nei soggetti osteoporotici sia in quelli osteopenici. Vi sono due forme di vitamina D utilizzate: la vitamina D2 (ergocalciferolo) e la vitamina D3 (colecalciferolo), somministrabili per via orale (gocce o soluzione in fiale) o per via intramuscolare. Nelle linee guida è raccomandata l'assunzione di vitamina D3 colecalciferolo per 800 UI (unità internazionali) al giorno (10 µg).
Altre modalità di integrazione sono 5 000 UI a settimana o di "dosi bolo" che possono essere assunte con larghi intervalli di tempo (in quanto la vitamina D3 è liposolubile e si deposita nei tessuti adiposi dell'organismo: di conseguenza viene rilasciata quando l'organismo ne ha bisogno). Quindi può essere assunta in dosi di 300 000 UI unità/semestre o 600 000 UI unità ogni 12 mesi. Dosi maggiori non sono dannose e l'integrazione anche di grandi dosi giornaliere (10 000 UI) o alte dosi somministrate con lunghi intervalli risulta ben tollerata e priva di effetti collaterali rilevanti. L'azione della vitamina D3 sulla prevenzione delle fratture è ben documentata, vi è una diminuzione del 20% circa delle fratture femorali in uno studio eseguito su soggetti anziani trattati con una singola dose orale da 300 000 unità. Nessun farmaco anti-urativo esplica la sua totale azione in assenza di adeguata integrazione di vitamina D3, infatti nessun farmaco è stato studiato senza l'utilizzo concomitante di supplementi di calcio e vitamina D3.
I metaboliti attivi idrossilati della vitamina D sono utilizzati in caso di insufficienza epatica: viene consigliato di assumere calcifediolo (25-idrossi-colecalciferolo) in quanto non si è in grado di metabolizzare la prima forma idrossilata della vitamina D. Nel caso di pazienti sottoposti a dialisi, con osteodistrofia renale e/o insufficienza renale, affetti da ipoparatiroidismo, rachitismo o osteomalacia in fase grave, oppure in soggetti anziani non più in grado di idrossilare la vitamina D semplice, risulta necessaria la somministrazione alternativa di calcitriolo, alfacalcidolo o paracalcitriolo, ossia le forme più attive della vitamina D. I metaboliti attivi attualmente prescritti sono: calcifediolo (per via orale), alfacalcidolo (per via orale), calcitriolo (per via orale o endovenosa in post-dialisi) e paracalcitriolo (per via orale o endovenosa in post-dialisi).
In soggetti senza particolari patologie metaboliche e nella prevenzione o trattamento della carenza di vitamina D si preferisce seguire le linee guida internazionali e somministrare la vitamina D3 non idrossilata (semplice) come il colecalciferolo). Secondo alcuni autori e studi, la vitamina D3 risulta preferibile alla vitamina D2).

### Integrazione di calcio, magnesio e microelementi
L'integrazione di calcio (carbonato di calcio: almeno 1g/die) e magnesio (possibilmente come magnesio pidolato: 2 o 3 grammi al giorno) e vari microelementi, come manganese, boro, stronzio, silicio e zinco.

### Farmaci anti-riassorbitivi
Il trattamento dell'osteoporosi si avvale prevalentemente di farmaci cosiddetti "anti-riassorbitivi", in quanto agiscono diminuendo o bloccando l'erosione dell'osso mediata dagli osteoclasti e con questo meccanismo sono in grado di ridurre considerevolmente le fratture patologiche. A questa classe di farmici appartengono: denosumab, alendronato, risedronato, ibandronato, neridronato, clodronato, zoledronato, calcitonina. Farmaci ormonali sono: raloxifene, bazedoxifene, lasofoxifene, tibolone, TOS con estrogeni-progestinici, testosterone (androgeni).
Il denosumab appartiene alla classe dei farmaci anti-riassorbitivi biotecnologici (anticorpi monoclonali, farmaci "biologici"). Questo è il primo anticorpo monoclonale umano della specie degli inibitori del RANK ligando. Il denosumab agisce complessando il RANKL (RANK Ligand), proteina che agisce come segnale nella promozione della rimozione ossea legandosi al recettore RANK. In numerose condizioni in cui compare perdita di massa ossea, vi è uno squilibrio tra il RANKL (attivatore osteoclastico), che risulta aumentato, e l'OPG, o osteoprotegerina (inibitore osteoclastico). Il denosumab lega il complesso RANKL, impedendo che questo si aggreghi al recettore RANK posto sugli osteoclasti, inibendo in tal modo il segnale per attivare l'osteoclasta: questo si traduce in un'inibizione dell'osteoclasta.
Negli studi clinici il denosumab 60 mg sottocute ogni 6 mesi, utilizzato in donne dai 60 ai 90 anni, ha mostrato un profilo di sicurezza equivalente all'acido zoledronico 5 mg per via endovenosa ogni 12 mesi. Il denosumab è in grado di ridurre le fratture vertebrali del 68% al terzo anno; la riduzione delle fratture non-vertebrali è del 20%, la riduzione delle fratture femorali è del 40%, sempre al terzo anno. In una sotto-popolazione di donne di età maggiore di 75 anni, il farmaco ha mostrato una riduzione delle fratture femorali del 62% confrontato al placebo: questo ultimo dato confrontato con le altre terapie attualmente disponibili in commercio ne fa uno dei farmaci più efficaci nella prevenzione delle fratture femorali in pazienti anziani con osteoporosi senza e con pregresse fratture.
Le indicazioni registrate in Italia per il denosumab sono:
- trattamento dell'osteoporosi post-menopausale (OP), con riduzione del rischio di fratture vertebrali, extra-vertebrali e femorali;
- prevenzione della perdita di massa ossea e prevenzione delle fratture in uomini con carcinoma prostatico (CA) in terapia di privazione androgenica (farmaci anti-androgeni).

Il modo di somministrazione consiste in una iniezione sottocutanea di 60 mg di denosumab ogni sei mesi (due iniezioni sottocute all'anno) per l'indicazione della prevenzione delle fratture in donne in post-menopausa e nell'uomo per la prevenzione della perdita di massa ossea e prevenzione delle fratture associate alla terapia di deprivazione androgenica a causa di carcinoma prostatico.
- in oncologia: prevenzione dei secondarismi ossei (metastasi ossee) e le conseguenti fratture patologiche e schiacciamenti vertebrali nei pazienti oncologici con tumori solidi, al dosaggio di 120 mg sottocute ogni quattro settimane (Xgeva).

### Bifosfonati
Somministrazione di antiriassorbitivi della classe dei bifosfonati: acido alendronico (alendronato), acido risedronico (risedronato), acido ibandronico (ibandronato), acido zoledronico (zoledronato), neridronato, pamidronato, etidronato e clodronato (acido clodronico) (quest'ultimo possiede un marcato effetto antinfiammatorio-analgesico). Questa classe di farmaci è attualmente la più utilizzata: le molecole dei bifosfonati (particolarmente gli aminobifosfonati come alendronato, risedronato, ibandronato, zoledronato e neridronato, ovvero quelli in cui è presente azoto nella molecola) hanno azione inibitoria sugli osteoclasti, portando a un minore riassorbimento dell'osso e quindi a una minore perdita. Il clodronato (acido clodronico), bifosfonato di prima generazione, agisce tramite un meccanismo differente dagli aminobifosfonati, questi ultimi inibiscono l'azione di "distruzione" delle cellule ossee chiamate osteoclasti, mentre il clodronato porta ad apoptosi e conseguente morte degli osteoclasti. La modalità di somministrazione dei bifosfonati è solitamente per via orale (alendronato, risedronato e ibandronato), endovenosa (ibandronato, zoledronato e clodronato) o intramuscolare (neridronato e clodronato).
- Alendronato sodico: negli studi clinici condotti fino a 10 anni (FIT) mostra una riduzione delle fratture vertebrali del 50% circa e delle fratture al femore del 50% circa. Si somministra per via orale alla dose di 10 mg al giorno oppure 70 mg alla settimana. È approvato per il trattamento dell'osteoporosi post-menopausale (OP) e dell'osteoporosi da cortisonici (OC). È presente anche la formulazione generica (equivalente) da tempo: in compresse sia da 10 mg sia da 70 mg. È presente una formulazione combinata di alendronato e colecalciferolo (vitamina D3) in dose da 70 mg/2 800 UI e 70 mg/5 600 UI.
- Risedronato sodico: negli studi clinici condotti fino a 7 anni mostra una riduzione delle fratture vertebrali del 41% circa e delle fratture femorali del 46% circa. È approvato nell'osteoporosi post-menopausale (OP), nell'osteoporosi maschile (OM) e nell'osteoporosi da cortisonici (OC). Rispetto all'alendronato, il risedronato sembra che provochi meno irritazione gastro-esofagea. Si somministra per via orale in dose da 5 mg al giorno oppure 35 mg alla settimana, oppure 75 mg per due giorni consecutivi al mese, oppure 150 mg una volta al mese (dosaggio attualmente non registrato in Italia); è presente anche in formulazione generica in compresse da 5 da 35 mg e da 75 mg.
- Ibandronato: ha mostrato di ridurre le fratture vertebrali del 65% circa, ma non sono stati condotti studi sulle fratture non vertebrali e sulle fratture di femore. Si somministra per via orale 150 mg una compressa una volta al mese oppure 3 mg per iniezione endovenosa ogni tre mesi. È da poco presente la formulazione 150 mg compresse in versione generica (equivalente).
- Zoledronato: ha mostrato una significativa riduzione delle fratture vertebrali del 70% circa e delle fratture femorali del 40% circa. Si somministra per via endovenosa alla dose di 5 mg una volta all'anno. Le indicazioni registrate sono l'osteoporosi post-menopausale (OP), l'osteoporosi maschile (OM), il morbo di Paget, la prevenzione e trattamento dell'osteoporosi da cortisonici (OC) e la prevenzione delle rifratture nei pazienti che hanno recentemente avuto una frattura al femore, nei quali ha dimostrato di ridurre la mortalità per qualsiasi causa di circa il 30%.
- Neridronato: somministrato per via intramuscolare o endovenosa 25 mg o 50 mg una volta al mese. Si tratta di un farmaco non registrato in Italia per il trattamento dell'osteoporosi, ma utilizzato off-label e molto prescritto per la sua comodità di somministrazione mensile e per l'efficacia di un buon aumento della massa ossea simile agli altri bifosfonati.
- Pamidronato ed etidronato non vengono più utilizzati nel trattamento dell'osteoporosi e vengono considerati farmaci superati, in quanto esistono delle valide alternative.
- Clodronato: la sua efficacia è stata provata nel prevenire le fratture vertebrali (-46% circa), ma non sulle fratture extra-vertebrali o femorali. La somministrazione è in dosi da 100 mg intramuscolo ogni 7 giorni oppure 200 mg intramuscolo ogni due settimane (quest'ultimo è un nuovo dosaggio in commercio). In Italia è molto prescritto per la prevenzione e il trattamento dell'osteoporosi per via della comodità nella somministrazione (settimanale o bisettimanale), del basso costo e delle diverse formulazioni generiche ormai in commercio da molti anni. Viene spesso prescritto in dosi sub-terapeutiche come 100 mg ogni due settimane e il paziente tende a distanziare le somministrazioni, questo rende poco utile la terapia in quanto la dose terapeutica in grado di ridurre le fratture è di 100 mg ogni 7 giorni (oppure 200 mg ogni 14 giorni). Il suo utilizzo nell'osteoporosi è messo in discussione da alcuni autori e viene commercializzato solo in pochi paesi oltre l'Italia. Il clodronato possiede una particolare caratteristica utile in alcune circostanze cliniche: presenta infatti un marcato effetto analgesico e anti-infiammatorio. L'efficacia analgesica del clodronato è dimostrata in uno studio che ha evidenziato effetti anti-infiammatori e analgesici maggiori a 3 grammi al giorno di paracetamolo e, contrariamente agli aminobifosfonati, produce una marcata riduzione dei marcatori dell'infiammazione come IL-1β, IL- 6, e TNF-alfa (l'effetto anti-infiammatorio è dovuto a questo meccanismo). Inoltre è stato proposto il suo utilizzo nel trattamento di artrite reumatoide, dolore da fratture vertebrali, sindrome algodistrofica e altre patologie caratterizzate da dolore di origine infiammatoria-degenerativa.

### Terapie ormonali
- TOS Terapia ormonale sostitutiva con estro-progestinici, se non controindicata, e somatotropina (STH) per le donne in menopausa; con testosterone, nandrolone decanoato e somatotropina per gli uomini.
- SEEMs (Selective Estrogen Enzyme Modulators), modulatori selettivi degli estrogeni che hanno proprietà estrogene selettive sui tessuti mammari, cardiovascolari, endometriali e ossei, con leggeri effetti progestinici a livello endometriale e leggeri effetti androgenici. Il farmaco capostipite di questa classe è il tibolone al dosaggio di 2,5 mg al giorno è in grado di ridurre le fratture vertebrali del 45% circa e di ridurre le fratture non vertebrali del 26% circa. Inoltre riduce il rischio di tumore mammario del 68% circa e di tumore al colon del 69% circa, come effetto collaterale si riscontra un aumento dell'incidenza di ictus. Il tibolone è utilizzato in post-menopausa per lenire i fastidi della carenza estrogenica cardiovascolari, endometriali, psicologici e ossei prevenendo in questo senso la perdita di massa ossea e prevenendo le conseguenti fratture.
- SERMs (Selective Estrogen Receptor Modulators), acronimo per modulatori selettivi del recettore degli estrogeni come raloxifene, bazedoxifene, lasofoxifene e tamoxifene, per le donne. Il raloxifene 60 mg al giorno è in grado di ridurre le fratture vertebrali del 40% circa e di ridurre il tumore mammario del 66% circa, gli effetti collaterali sono vampate di calore e un lieve aumento di trombosi venosa e ictus. Il bazedoxifene 20 mg al giorno riduce le fratture vertebrali del 42% circa e riduce l'incidenza di tumore mammario; gli effetti collaterali sono vampate di calore e un lieve aumento di trombosi venosa. Il lasofoxifene 0,5 mg al giorno riduce le fratture vertebrali del 42% circa e le fratture non vertebrali del 24% circa, possiede un effetto di riduzione di tumore mammario, malattia coronarica e ictus, l'effetto collaterale che ha in comune con tutti i SERMs è un lieve aumento di trombosi venosa. La somministrazione di modulatori selettivi dei recettori degli androgeni (SARMs) per gli uomini è ancora in sperimentazione clinica.

### Farmaci antiriassorbitivi e osteoformativi
Lo stronzio ranelato (un sale dello stronzio) è il capostipite della classe di farmaci chiamati DABA (Dual Action Bone Agents) in quanto possiedono una doppia azione. Il ranelato di stronzio agisce sia come anti-riassorbitivo sia come anabolico. Il farmaco aumenta la produzione di osteoprotegerina (OPG) sopprimendo gli osteoclasti e stimola contemporaneamente la produzione numerica e l'attività degli osteoblasti, con un incremento della densità minerale ossea (DMO) a livello vertebrale del 4% circa entro il primo anno e del 14,4% entro 3 anni.
Negli studi clinici il ranelato di stronzio ha dimostrato di ridurre le fratture vertebrali del 49% al primo anno di terapia e del 41% al terzo (studio SOTI); a livello femorale vi è una riduzione delle fratture del 36% al terzo anno (studio TROPOS) e un aumento della densità minerale ossea dell'8%. In alcuni studi clinici il ranelato di stronzio ha dimostrato di ridurre la degradazione delle cartilagini articolari caratteristiche dell'osteoartrosi e ha ridotto la progressione di questa patologia nella colonna vertebrale e nel ginocchio.

### Farmaci osteoformativi
Terapia a base di osteoanabolici, gruppo di farmaci formato dai peptidi del paratormone. Possiede un meccanismo di azione basato sulla ricostruzione dell'osso, contrariamente gli anti-riassorbitivi che si limitano a diminuire l'erosione mediante il blocco degli osteoclasti e riduzione del turnover osseo.
- Il teriparatide e il paratormone ricombinante 1-84 sono forti stimolatori della neo-formazione ossea. La loro somministrazione è riservata ai casi in cui sono presenti fratture multiple vertebrali e/o femorali, in pazienti con grave osteoporosi, in caso di fratture incorse in trattamento con altri farmaci antifratturativi assunti per almeno un anno e nel trattamento dell'osteoporosi da cortisonici. A causa dell'elevato costo della terapia e in parte alla sicurezza a lungo termine, l'attuale protocollo di somministrazione prevede in Italia una durata massima di 24 mesi sia per un ciclo di trattamento con il teriparatide 20 mcg sottocute/die sia per il paratormone 1-84 100 mcg sottocute/die.

La terapia con teriparatide e paratormone 1-84 è in grado di ridurre il rischio di fratture vertebrali del 65% e di fratture non vertebrali del 53%; una meta-analisi ha dimostrato una riduzione del dolore vertebrale severo del 61% con teriparatide comparato al placebo, alendronato o terapia ormonale sostitutiva (TOS). La riduzione del rischio di dolore vertebrale era evidente già dopo sei mesi dall'inizio del teriparatide. La durata del trattamento non dovrebbe superare i 24 mesi fino a quando si avranno studi al riguardo di trattamenti protratti.

### Farmaci sperimentali
- Inibitori della catepsina K come: odanacatib (MK0822). L'odanacatib è un farmaco in sperimentazione clinica III, appartenente alla classe degli inibitori selettivi della catepsina K, un enzima umano coinvolto nel riassorbimento osseo. L'odanacatib inibisce questo enzima, riducendo il riassorbimento osseo; il farmaco possiede inoltre una capacità anabolica indiretta, riconducibile alla diminuzione dell'attività degli osteoclasti, indipendente dall'azione sugli osteoblasti. Negli studi che si sono svolti le variazioni di massa ossea riscontrate a 4 anni dall'inizio di odanacatib 50 mg una volta a settimana, sono di un aumento del 10,7% della densità ossea (BMD) a livello vertebrale. Si stanno eseguendo studi per determinare se l'odanacatib ha effetto sulla riduzione delle fratture vertebrali, non vertebrali e dell'anca.
- Saracatinib: inibitore della tirosin-chinasi Src che è in studio come anti-riassorbitivo nell'osteoporosi e in altre condizioni patologiche ossee.
- Romosozumab: anticorpo monoclonale umano anti-sclerostina, la proteina prodotta dagli osteociti che inibisce l'attività degli osteoblasti. Bloccando la sclerostina il romosozumab "libera" gli osteoblasti, favorendo quindi la deposizione di nuovo tessuto osseo. L'anticorpo monoclonale ha dato risultati molto promettenti nell'aumentare la densità ossea, dopo 12 mesi ha dimostrato un incremento dell'11,3% a livello vertebrale e del 4,1% a livello dell'anca. I seguenti studi hanno come obiettivo principale la riduzione delle fratture vertebrali, i risultati sono attesi entro l'autunno 2015.

### Altri farmaci
- Acido folico e folati: l'iperomocisteina plasmatica è riconosciuta essere un fattore di rischio indipendente per l'osteoporosi;[19] Il BMD (Bone Mass Density) in presenza di iperomocisteinemia plasmatica peggiora, mentre migliora con la somministrazione di acido folico.[20][21][22][23] Inoltre studi autorevoli indicano una riduzione significativa delle fratture di anca e femore correlate all'assunzione di acido folico.[24][25][26]
- Somministrazione di diuretici tiazidici, come l'Idroclorotiazide: sembrano avere un effetto positivo sull'osteoporosi, riducendo il rischio di fratture. Si ritiene trattengano il calcio, che altrimenti si perderebbe con le urine.

### Terapie sconsigliate
- Stimolazione degli osteoblasti con fluoruri per via sistemica: utilizzata in passato, ma non più consigliata perché associata a difetti della mineralizzazione dell'osso. A un aumento della densità a livello vertebrale corrisponde un aumento di fratture in altri segmenti.
- Assunzione di flavonoidi della soia (fitoestrogeni) come l'ipriflavone: non hanno espresso alcun effetto sulla prevenzione né sul trattamento dell'osteoporosi post-menopausale o senile.
- Inibizione degli osteoclasti con calcitonina: terapia non di prima scelta, utilizzata alla dose di 200 UI intranasale oppure 50 UI sottocute ogni 2 giorni, previene le fratture vertebrali del 33% circa, ma senza effetti sulle fratture femorali. Resta molto valida la calcitonina alla dose di 100 unità al giorno sottocute per 2-3 settimane nei casi di recente frattura vertebrale dolorosa. Il farmaco ha potere analgesico e aiuta a riparare la frattura.

## Ricerca

### Nei topi
L'iniezione topical di gel composti da biomateriali può colmare il vuoto temporale dovuto ai tempi di azione dei farmaci sistemici, rinforzando rapidamente le aree più deboli dello scheletro, senza effetti collaterali sistemici
Un'iniezione di acido ialuronico, nanoparticelle di idrossiapatite (HA2), arricchito con zoledronato (HA2-ZOL), un bifosfonato ad azione antiriassorbitiva, su 36 topi monitorati per 8 settimane con scansioni periodiche, ha evidenziato che aumento del volume osseo (BV/TV) di 2,5-3,4 volte rispetto al basale nei diversi gruppi. Con l’aggiunta di zoledronato (HA2-ZOL), l’effetto è stato ancora più marcato, raggiungendo aumenti fino a 4,8 volte, soprattutto negli animali trattati solo con controllo o con paratormone. Questo beneficio era massimo tra la seconda e la quarta settimana dopo l’iniezione, con una progressiva rimodellazione e normalizzazione nelle settimane successive.
L'istologia e le scansioni hanno confermato che le iniezioni locali di HA2 densificano in modo significativo la struttura ossea, indipendentemente dal trattamento sistemico.
Il gel si concentra nelle aree più fragili, rafforzandole selettivamente senza interferire con le altre zone, e favorisce una mineralizzazione che resiste più a lungo alla degradazione naturale (anche in virtù della funzione antiriassorbitiva del zalenodrato).
Sono necessari studi per trasferire i risultati all'uomo, ottimizzare i dosaggi, monitorare gli effetti a lungo termine e l'applicazione su larga scala.

## Trattamento del dolore da fratture
Le complicanze dovute all'osteoporosi sono le fratture che possono causare un dolore osseo severo per cui è necessario instaurare una corretta terapia del dolore.
- Paracetamolo a dose antalgica 1 000 mg per 3/die (massimo 4 g al giorno, 3 g in pazienti anziani e/o debilitati); controindicato in presenza di insufficienza epatica)
- Disodio clodronato alla dose di 100 mg/die intramuscolo per 1 mese (o 300 mg/die per 5-8 giorni in infusione lenta endovenosa (3 ore)): è un ottimo farmaco per il trattamento del dolore da frattura a causa del suo potente effetto anti-infiammatorio e analgesico (studi clinici dimostrano la superiorità antalgica rispetto a 3 g/die di paracetamolo nel dolore da frattura osteoporotica).
- Calcitonina sottocute ha buoni effetti analgesici.
- Farmaci anti-infiammatori non steroidei (FANS: naproxene, ibuprofene, ketoprofene, diclofenac, piroxicam, flurbiprofene e altri)
- Inibitori della ciclossigenasi tipo 2 (COXIB o COX 2 inibitori) come celecoxib ed etoricoxib.
- Tramadolo a rilascio immediato e prolungato (SR) con o senza paracetamolo (con la combinazione dei due farmaci si ottiene un effetto analgesico sinergico):
  - Oppiacei deboli in associazione sinergica con paracetamolo (tramadolo-paracetamolo, codeina-paracetamolo, ossicodone-paracetamolo).
  - Oppiacei maggiori come morfina, tapentadolo, buprenorfina, ossicodone, idromorfone, fentanyl e metadone.
- Terapia chirurgica delle fratture vertebrali: vertebroplastica, cifoplastica e lordoplastica; inserzione di protesi nelle altre fratture.

In caso di frattura femorale recente la somministrazione di acido zoledronico alla dose di 5 mg per infusione endovenosa in mono-somministrazione annuale (in regime di Day-Hospital ambulatoriale) ha dimostrato una riduzione del rischio di tutte le cause di mortalità del 28% (p=0,01), oltre a una riduzione del 46% delle fratture vertebrali e del 27% di quelle non-vertebrali.
- Trattamento elettromedicale con magnetoterapia cemp Il primo riscontro sull'utilizzo dei campi elettromagnetici pulsati per la cura dell'osteoporosi e delle ossa in generale si ebbe grazie agli astronauti: si scoprì, infatti, che l'avvolgimento elettromagnetico impediva alle ossa di percepire l'assenza di gravità, facendo in modo che il corpo non alterasse la normale produzione di osso.  Inoltre, si osservò che la magnetoterapia cemp aiutava il riequilibrio dei potenziali elettrici delle membrane, favorendo, quindi, i meccanismi riparativi dell'osso, punto chiave per ostacolare l'osteoporosi e aiutare la riparazione dell'osso in caso di fratture.[30]

## Profilassi

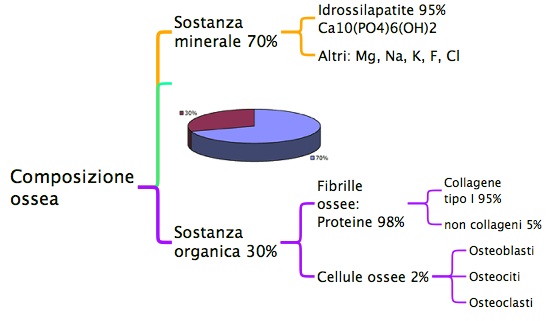
Composizione ossea quantitativa

- Attività fisica: praticare sport durante l'età adulta previene il rischio di fratture osteoporotiche.[31]
- Assunzione di microelementi (stronzio, ferro, boro, zinco, manganese e altri).
- Assunzione di vitamina D, indispensabile per fare assorbire il calcio a livello intestinale sino all'80% (in caso di carenza di questa vitamina non può venire assorbito più del 10-15% della quantità di calcio assunta). È inoltre stato riconosciuto da moltissimi studi che adeguate dosi di vitamina D sono in grado di prevenire il diabete, vari tumori, malattie cardiovascolari e cerebrovascolari, sclerosi multipla e altre patologie legate alla sua carenza.[32]
- Terapia ormonale sostitutiva con estro-progestinici nel post-menopausa.
- Effettuare una densitometria ossea (MOC) per le donne al momento della menopausa e per tutti dopo i 65 anni almeno una volta ogni 2 anni, o anche prima se si hanno uno o più fattori di rischio (fumo, obesità, celiachia, storia familiare di fratture, bassa densità minerale ossea, terapia con farmaci che danneggiano l'osso come cortisonici, eparine, anticonvulsivanti, diuretici come la furosemide, diabete, magrezza, malattia di Cushing, immobilizzazione prolungata, diminuzione dell'altezza, piegamenti della colonna vertebrale, menopausa precoce, frattura data da trauma minore).

### Diagnosi differenziale

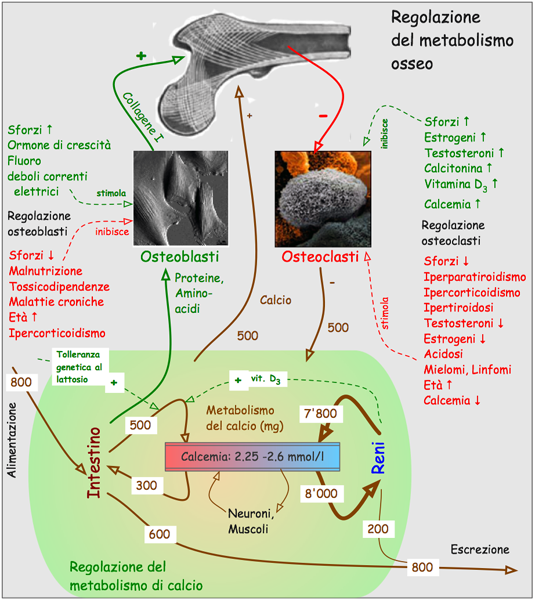
Regolazione del metabolismo osseo

Osteomalacia: affezione scheletrica, per lo più a carico della colonna vertebrale e del bacino, caratterizzata da rammollimento osseo. Mancano i minerali, mentre la struttura proteica è intatta. Molteplici casi riscontrano nel paziente, sottoposto a densitometria, l'impossibilità di presentare valori di mineralometria differente da zona a zona dell'organismo umano in quanto la produzione di osteoclasti e di osteoblasti nel tessuto osseo è uguale e costante in maniera equa nel tessuto osseo, in quello compatto quanto in quello spugnoso.